# Gloanna hecate
Gloanna hecate är en fjärilsart som beskrevs av Blanchard och Edward C. Knudson 1983. Gloanna hecate ingår i släktet Gloanna och familjen nattflyn. Inga underarter finns listade i Catalogue of Life.